# Condado de Menominee (Míchigan)
El condado de Menominee  (en inglés: Menominee County, Míchigan), fundado en 1861, es uno de los 83 condados del estado estadounidense de Míchigan. En el año 2000 tenía una población de 25.326 habitantes con una densidad poblacional de 75 personas por km². La sede del condado es Menominee.

## Geografía
Según la Oficina del Censo, el condado tiene un área total de 2023 km² (781,1 mi²), de la cual 1836 km² (708,9 mi²) es tierra y 26 km² (10,0 mi²) es agua.

## Condados adyacentes
- Condado de Marquette norte
- Condado de Delta noreste
- Condado de Door sureste
- Condado de Dickinson noroeste
- Condado de Marinette suroeste

## Demografía
En el 2000 la renta per cápita promedia del condado era de $32,888, y el ingreso promedio para una familia era de $40,268. El ingreso per cápita para el condado era de $16,909. En 2000 los hombres tenían un ingreso per cápita de $31,975 frente a los $21,837 que percibían las mujeres. Alrededor del 11.50% de la población estaba bajo el umbral de pobreza nacional.

## Lugares

### Ciudades
- Menominee
- Stephenson

### Villas
- Carney
- Daggett
- Powers

### Comunidades no incorporadas
- Cedar River
- Nadeau
- Wallace

### Municipios
| - Municipio de Cedarville - Municipio de Daggett - Municipio de Faithorn - Municipio de Gourley | - Municipio de Harris - Municipio de Holmes - Municipio de Ingallston - Municipio de Lake | - Municipio de Mellen - Municipio de Menominee - Municipio de Meyer - Municipio de Nadeau | - Municipio de Spalding - Municipio de Stephenson |